# Crowdfunding
Crowdfunding (også kendt som netværksfinansiering på dansk) er en måde, hvorpå man kan rejse penge til et projekt ved at indsamle både store og små bidrag fra en større gruppe bidragydere typisk via en crowdfunding-platform på internettet. Man kan rejse penge til vidt forskellige projekter såsom film, plader, bøger, computerspil, kapital til iværksættervirksomheder eller samfundsnyttige projekter.
Crowdfunding bliver brugt til helt eller delvist at finansiere projekter, nogle platforme har konceptet 'all-or-nothing' hvor det for virksomheden gælder om at nå det opsatte finansieringsmål, ellers vil kampagnen ikke blive realiseret. 'Fleksibel funding' er hvis virksomheden kan godtage at man ikke når det fulde mål, og formålet finansieringen skal bruges til er fleksibelt.
Ved crowdfunding-kampagner i kategorien egenkapital eller crowdlending, skal man som investor have oplyst hvilken kreditscore (credit score) virksomheden har og er en kreditmæssig “karakter”, der fastsættes for hver enkelt lån. Kreditscoren er et mål for risikoen for misligholdelse og indgår i rentefastsættelsen.

## Crowdfundingtyper
- Reward-baseret (belønningsbaseret). Fungerer som en form for forsalg af et firmas eller en kunstners varer. Bidragyderne modtager forskellige 'rewards' (produkter) alt efter, hvor højt et beløb de støtter med, køber for. Denne type netværksfinansiering er et godt alternativt til startup-virksomheder med prototyper af et produkt, som mangler finansiering til masseproduktion. Reward crowdfunding er e-handel, hvor man skaffer likviditet ved at sælge, og få betaling for, et produkt (fysisk, digitalt eller andet) upfront - og leverer det solgte på et senere tidspunkt.
- Aktiebaseret crowdfunding (egenkapital) er en investeringsform hvor investorer investerer i virksomheder i bytte for  en del af virksomhedens omsætning eller ejerandele i virksomheden. I forhold til eksisterende investeringsformer kan crowdinvesting bedst sammenlignes med investering i unoterede aktier.[2]
- Donations-baseret crowdfunding er primært til sociale eller lokale idéer som ofte ikke har en forretningsmodel eller som er til formål som måske ikke er skalerbare eller profitable.
- Crowdlending er også kendt som låne-baseret netværksfinansiering, hvor der betales et månedligt cash-flow til investorerne. Modsat aktie-crowdfunding, hvor virkomheden giver afkald på ejerskabet ved at udstede aktier i virksomheden er det muligt at man kan drive virksomheden videre med fuldt ejerskab.

## Skatteforhold
Denne artikel omhandler overvejende eller alene danske forhold. Hjælp gerne med at gøre artiklen mere almen.
Crowdfunding er en særlig måde at finansiere projekter på gennem sit netværk. Der er ikke lavet særlige skatteregler for crowdfunding. Det er derfor de almindelige skatteregler, der gælder. Hvad det betyder for din skat afhænger af hvilken type crowdfunding, du bruger.
Donations-baseret: Ved donationsbaseret crowdfunding bliver de penge, du får, betragtet som gaver, og bidragsyderne får ikke fradrag for deres donationer.
Reward-baseret: Ved reward-baseret crowdfunding giver du bidragsyderen en ydelse eller et produkt til gengæld for bidraget (for eksempel en cd eller en billet til releaseparty). Bidragsyderen får ikke fradrag for sit bidrag. Skattemæssigt svarer modellen til et almindeligt salg af et produkt.
Crowdlending: Låne-baseret crowdfunding bliver skattemæssigt betragtet som et almindeligt låneforhold, hvor långiver (bidragsyder) stiller et beløb til rådighed for dig som låntager (bidragsmodtager) mod betaling af en rente. Långiveren skal betale skat af renterne på lånet, men ikke for selve tilbagebetalingerne.
Aktie-baseret: Ved aktiebaseret crowdfunding kan private og professionelle investorer investere direkte i virksomheder mod at få del i en kommende fortjeneste eller aktier. Investeringerne foretages i unoterede aktier, der ikke er beregnet til at skulle omsættes. For dig som bidragsmodtager gælder, at din virksomhed skal drives som aktieselskab. Udbud af unoterede kapitalandele til en ukendt kreds af investorer er i dag reguleret af en række regler i den finansielle lovgivning, og kun virksomheder, der har tilladelse som værdipapirhandler, kan formidle køb og salg af værdipapirer.